# Baron Brandon
Baron Brandon (auch Branden), of Brandon in the County of Kerry, war ein erblicher britischer Adelstitel in der Peerage of Ireland.
Familiensitz der Barone war Ardfert Abbey im County Kerry.

## Verleihung und weitere Titel
Der Titel wurde am 16. September 1758 für den Politiker Sir Maurice Crosbie geschaffen, der von 1713 bis 1758 für das County Kerry Abgeordneter im irischen Unterhaus war.
Dessen Sohn, der 2. Baron, wurde am 30. November 1771 zum Viscount Crosbie, of Ardfert in the County of Kerry, und am 22. Juli 1776 zum Earl of Glandore, in the County of Cork, erhoben. Beide Titel gehörten ebenfalls zur Peerage of Ireland und erloschen beim kinderlosen Tod von dessen Sohn, dem 2. Earl, am 23. Oktober 1815. Die Baronie Brandon fiel an dessen Onkel zweiten Grades als 4. Baron. Da dessen einziger Sohn bereits 1816 im Kindesalter starb, erlosch die Baronie schließlich beim Tod des 4. Barons am 3. Mai 1832.

## Liste der Barone Brandon (1758)
- Maurice Crosbie, 1. Baron Brandon (1690–1762)
- William Crosbie, 1. Earl of Glandore, 2. Baron Brandon (1716–1781)
- John Crosbie, 2. Earl of Glandore, 3. Baron Brandon (1753–1815)
- William Crosbie, 4. Baron Brandon (1771–1832)